# Felix von Girona

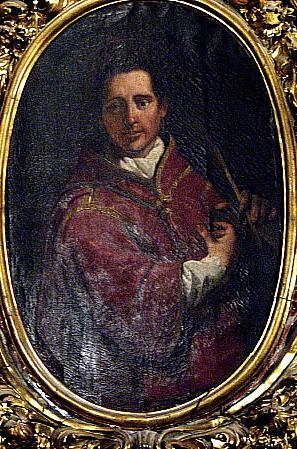
Felix von Girona (Gemälde von Antoni Viladomat in der Sankt Narziss-Kapelle in der Kathedrale von Girona)

Felix von Girona (katalanisch: Feliu de Girona, spanisch: Félix de Gerona oder auch Felix der Afrikaner genannt, * in Scili (heute Ruinen bei Kasserine, Tunesien); † um 307 in Girona) war nach mittelalterlicher Überlieferung ein Diakon des Bischofs Narcissus von Girona und Heiliger der römisch-katholischen Kirche. Sein liturgischer Gedenktag wird im Bistum Girona nach römischem Ritus am 1. August, nach mozarabischem Ritus am 18. März gefeiert.

## Leben und Werk
Felix war als Sohn einer wohlhabenden Familie in seiner Jugend mit Christen in Kontakt gekommen. Er ließ sich taufen und wurde Diakon. Er ging als Missionar nach Spanien. Der Legende nach begleitete er seinen Bischof Narcissus, der vor der Christenverfolgung durch Diokletian über die Alpen floh und auf seiner Flucht bis nach Augsburg gelangte. Nachdem sie nach Girona zurückgekehrt waren, erlitten beide den Märtyrertod.
Die älteste Kirche in Xàtiva aus dem 13. Jahrhundert ist Felix geweiht. Ebenso ist die aus dem 12./13. Jahrhundert stammende Kirche in Aucun im Bistum Tarbes Felix von Girona geweiht.
Die historische Faktizität der Person „Felix von Girona“ wie auch diejenige seines Bischofs „Narcissus“ gelten als eher unwahrscheinlich. Sie sind wohl auf eine Verdopplung hagiographischer Notizen über Narziss von Jerusalem und einen Diakon infolge der Unklarheiten im Martyrologium der heiligen Afra von Augsburg im 9. Jahrhundert zurückzuführen.